# Marketing institucional
Até os anos 80 a utilização do marketing institucional estava restrita à forma de promover corporativamente uma empresa e sua marca, sem o objetivo de venda, ou lançamento de produtos e serviços.

## Conceito
O Marketing Institucional não pode ser considerado como uma técnica adicional de vendas ou como forma de economizar anúncios na mídia. Seu objetivo é trabalhar a identidade, a formação e a consolidação da imagem de uma organização (ou projeto). Para isso, presta-se às atividades de “polimento de imagem”, na busca de sólida reputação e reconhecimento público para a empresa. Utilizado para formar, manter, consolidar ou mudar o conceito público de uma organização, é o sentido mais usual em que se emprega a expressão marketing institucional, voltado para a obtenção, preservação e melhoria de imagem da empresa no mercado.
Como ferramenta do marketing, a propaganda institucional no passado era definida como uma comunicação que se restringia em apresentar a marca e as qualidades de uma organização, sem mostrar os produtos e serviços ofertados ao mercado. Atualmente a propaganda institucional é definida como uma comunicação com ênfase na preocupação ambiental ou social, e, em alguns casos, cultural.